# Aygehat
Aygehat (en arménien Այգեհատ ; de 1963 à 1992 Danushavan) est une communauté rurale du marz de Lorri en Arménie. En 2008, elle compte 307 habitants.